# Klemens Tilmann
Klemens Tilmann CO (* 31. Dezember 1904 in Berlin; † 11. Dezember 1984 in München) war ein deutscher römisch-katholischer Theologe, Oratorianer, Religionspädagoge, Liturgiker und geistlicher Schriftsteller.

## Leben
Klemens Tilmann fand als Gymnasiast zum Quickborn und blieb seitdem dieser Jugendbewegung und der Burg Rothenfels eng verbunden. Nachdem er 1924 in Darmstadt das Abitur erlangt hatte, studierte er Philosophie und Theologie in Innsbruck. 1928 wurde er dort in Philosophie promoviert. 1930 wurde er zum Priester geweiht, danach war er Kaplan, Religionslehrer und Jugendseelsorger in Dresden und Leipzig. 1934 schloss er sich den Oratorianern an und lebte im Leipziger Oratorium. Über Dresden und Leipzig hinaus wurde er durch sein im selben Jahr erschienenes erstes Buch bekannt: Das Schönste, was es gibt. Ludwig Wolker holte ihn daraufhin als Mitarbeiter in das Jugendhaus Düsseldorf. Die Reichsschrifttumskammer verhängte 1942 ein Publikationsverbot gegen Tilmann, sodass einzelne seiner Veröffentlichungen unter dem Namen anderer Autoren erschienen.
Ab 1936 war Tilmann an den Vorbereitungen für einen neuen Katechismus beteiligt. 1938 beauftragte die Fuldaer Bischofskonferenz den Deutschen Katechetenverein (DKV) mit der Ausarbeitung eines Entwurfs, der seinerseits Tilmann damit betraute. So wurde er zu einem der Hauptautoren des schließlich 1955 eingeführten Katechismus der Bistümer Deutschlands („grüner Katechismus“).
Während des Zweiten Weltkriegs diente Tilmann als Sanitäter. Nach dem Krieg lebte er im Münchener Oratorium bei St. Laurentius und lehrte Religionspädagogik und Katechetik. Er schrieb, neben zahlreichen religionspädagogischen Fachbüchern, unter anderem Lehrwerke für den Religionsunterricht, Kindermessen und – seit 1970 – Hinführungen zur Meditation. Seine Bücher erschienen in den 1950er, 1960er und 1970er Jahren in hohen Auflagen und wurden unter anderem ins Englische, Französische, Italienische, Kroatische, Niederländische, Portugiesische, Slowakische, Slowenische, Spanische, Tschechische und Ungarische übersetzt. Er war Mitglied des Liturgischen Instituts Trier, für das er die von 1946 bis 1953 im Kösel-Verlag erschienene Schriftenreihe Volksliturgische Texte herausgab.
Papst Johannes XXIII. berief Tilmann 1960 in die Vorbereitungskommission für das Zweite Vatikanische Konzil. Tilmann nahm als Berater (insbesondere von Julius Döpfner) an den Sitzungen des Konzils teil. Er gehörte als Konsultor dem Consilium zur Ausführung der Liturgiekonstitution an, das die Neuausgaben der liturgischen Bücher erarbeitete.

## Ehrungen
- Auf Initiative von Josef Andreas Jungmann ernannte die Theologischen Fakultät der Universität Innsbruck 1958 Klemens Tilmann zu ihrem Ehrendoktor.[4]

## Schriften (Auswahl)
- Das Schönste, was es gibt. Pustet, Regensburg 1934.
- Per. Die Geschichte eines Jungen. Jugendhaus Düsseldorf, Düsseldorf 1938.
- Ein entscheidendes Gebet. Vestische Druckerei und Verlagsanstalt, Recklinghausen 1939.
- mit Ludwig Wolker: Christofer. Vom Diakonat junger Christen in der Gemeinde. Vestische Druckerei und Verlagsanstalt, Recklinghausen 1939.
- Täglich beten – aber wie? Weisungen und Texte. Paulusverlag, Recklinghausen 1940.
- Todesverächter. Ein Tatsachenbericht aus der Geschichte der Kirche in Fern-Ost. Herder, Freiburg im Breisgau 1942.
- Messopferfeier für Kinder. Herder, Wien 1946.
- Gastmahl der Liebe. Eine Kindermesse. Deutscher Katechetenverein, München 1946.
- mit Franz Schreibmayer: Die Lehre von Christus. Werkmaterial zur Glaubensverkündigung und Jugendkatechese. Haus Altenberg, Altenberg 1949.
- Um die Arbeitsmethoden in unserer Seelsorge. Echter-Verlag, Würzburg 1954.
- mit Franz Schreibmayer: Handbuch zum katholischen Katechismus, drei Bände in sechs Halbbänden. Herder, Freiburg im Breisgau 1955–1962
  - Lizenzausgabe für die DDR im St. Benno Verlag, Leipzig.
- mit Eduard Dietl: Der weltweite Ruf. Ein Missionsbuch für junge Menschen. Pfeiffer, München 1955.
- Das geistliche Gespräch. Echter-Verlag, Würzburg 1956.
- Sie warten auf Gott. Erfahrungen mit dem Evangelium in der Welt. Verlag Neue Stadt, München 1963.
- Das Glaubensgespräch mit andern. Echter-Verlag, Würzburg 1966.
- gemeinsam mit Adolf Exeler und Bruno Dreher: Katechese und Gesamtseelsorge (1966)
- Staunen und Erfahren als Wege zu Gott. Benziger, Einsiedeln 1968.
- Wie spricht man heute in der Familie von Gott? Auer, Donauwörth 1970.
- Leben aus der Tiefe. Kleine Anleitung zur inneren Versenkung und christlichen Meditation. Benziger, Einsiedeln 1975, ISBN 3-645-20054-X.
- Übungsbuch zur Meditation. Stoffe, Anleitungen, Weiterführungen. Benziger, Einsiedeln 1976, ISBN 3-545-20049-3.
- Mit Mystikern sich Gott nähern. Rex-Verlag, Luzern und München 1978, ISBN 3-7926-0103-6.
- Die Schulstreiche des Bartolomäus Klumpfstengel. Deutscher Katecheten-Verein, München 1981, ISBN 3-88207-999-1.
- Leben aus der Tiefe. Kleine Anleitung zur inneren Versenkung und christlichen Meditation. Zürich 1979, ISBN 3-545-20054-X.
- Weg in die Mitte. Glaubensmeditation: Erfahrungen, Vollzüge, Reifung. Herder, Freiburg im Breisgau 1982, ISBN 3-451-07906-2.
- Glaube und Erfahrung. St. Benno Verlag, Leipzig 1989, ISBN 3-7462-0386-4.

## Weblink
- Klemens Tilmann (1904–1984) auf der Website der Pfarrei St. Laurentius in München